# شین لانگ
شین پاتریک لانگ (انگلیسی: Shane Patrick Long؛ زادهٔ ۲۲ ژانویهٔ ۱۹۸۷) بازیکن سابق فوتبال  اهل ایرلند است.
وی برای تیم ملی فوتبال ایرلند ۸۸ بازی انجام داده و ۱۷ گل به ثمر رسانده‌است. پست تخصصی این بازیکن نیز، مهاجم است.
در ۲۳ آوریل ۲۰۱۹، لانگ سریع‌ترین گل تاریخ لیگ برتر انگلستان را تنها ۷٫۶۹ ثانیه پس از آغاز بازی برابر واتفورد به ثمر رساند.